# Qui Pluribus
Qui Pluribus – encyklika papieża Piusa IX opublikowana 9 listopada 1846 w bazylice Matki Bożej Większej w Rzymie, zawierająca krytykę racjonalizmu.
Na początku dokumentu papież przedstawia krótko te tezy głoszone przez współczesnych mu racjonalistów, które potępia. Następnie przypomina nauczanie Kościoła na temat statusu i boskiego pochodzenia Magisterium Kościoła, oraz omawia szczegółowo sprzeczne z nim punkty w poglądach racjonalistów. Na końcu encykliki wyróżnione są zalecenia, które mają ochronić wiernych i hierarchię Kościoła przed wpływami błędnych filozofii.